# Favela Funchal
A Favela Funchal ou Favela Coliseu foi uma favela localizada entre a Rua Coliseu e a Rua Funchal, no bairro de Vila Olímpia, bairro nobre localizado no distrito do Itaim Bibi, Zona Oeste da cidade de São Paulo, capital do Estado de São Paulo, Brasil. Foi removida no contexto do programa Operação urbana consorciada Faria Lima e ocupava uma área de 5.153,85 metros quadrados com 250 domicílios, segundo a plataforma Habita Sampa.
A comunidade tem suas raízes no ano de 1962 com maior expansão nas décadas de 1970 e 1980, um período de intensa migração interna no Brasil, com muitas pessoas chegando a São Paulo em busca de melhores oportunidades de trabalho. A Vila Olímpia, na época, era uma região predominantemente industrial, oferecendo empregos, mas não moradia acessível para os trabalhadores.  Isso levou a uma ocupação espontânea de terras desocupadas, formando o que hoje é conhecido como Favela Funchal. Essas ocupações foram a única alternativa para muitos que não tinham condições de competir no crescente mercado imobiliário formal da cidade.
Nas últimas décadas, a Vila Olímpia e o distrito do Itaim Bibi sofreram uma transformação notável de um distrito industrial para um dos distritos financeiros mais importantes de São Paulo. Com o desenvolvimento de complexos comerciais de alto padrão, edifícios de escritórios modernos e centros de entretenimento, o bairro viu uma valorização imobiliária significativa.  Essa mudança trouxe novos desafios para a Favela Funchal, cujos moradores enfrentaram pressões crescentes em um ambiente que rapidamente se gentrificava, próximo à estação Vila Olímpia, da Linha 9-Esmeralda da CPTM.
Em resposta aos desafios enfrentados pelas comunidades em áreas como a Vila Olímpia, a Secretaria Municipal da Habitação (Sehab) implementou o Programa de Urbanização de Favelas. Este programa visava integrar comunidades marginalizadas ao tecido urbano mais amplo através de melhorias na infraestrutura, legalização da posse de terra e construção de habitações adequadas.
Um dos resultados desse programa na região foi a criação do Conjunto Habitacional Coliseu. Localizado em meio a uma área de rápido desenvolvimento urbano, o Conjunto Habitacional foi um projeto que buscava oferecer moradia digna e acessível para a população de baixa renda anteriormente residente na favela. Com infraestrutura moderna e acesso a serviços básicos garantidos, o projeto representa um passo significativo na direção de um desenvolvimento urbano mais inclusivo.